# Apolonie Radermecherová
Apolonie Radermecherová (9. září 1571 – 31. prosince 1626) byla německá řeholnice a zakladatelka Alžbětinského řádu.

## Život a dílo
Apolonie Radermecherová se narodila v Cáchách jako dcera městského úředníka Petera Radermechera a jeho manželky Christine Eschové. Vyrůstala v přísně katolické rodině v období náboženských nepokojů v Cáchách. Dva její bratři se stali kněžími a strýc působil jako kazatel u císařského dvora ve Vídni. Když protestantští radní na počátku 17. století dočasně získali většinu v městské radě v Cáchách, její otec přišel o místo rodina se na čas přestěhovala do Nizozemska. Tam o několik let později otec zemřel a ona za zděděné peníze koupila dům, kde spolu s dalšími ženami zahájila charitativní činnost.
Poté, co katolíci v roce 1622 znovu získali většinu v městské radě v Cáchách, se Apolonie Radermecherová vrátila do rodného města, kde ji jezuitská komunita vyzvala, aby převzala vedení městské chudinské nemocnice. Radermecherová se ujala vedení 13. srpna 1622 a založila řeholní komunitu „Sestry svaté Alžběty třetího řádu svatého Františka“, zkráceně „Alžbětinky“, jejichž prvním úkolem bylo zlepšit podmínky v nemocnici a zvládnout nápor poutníků během pouti do Cách v témže roce.
Největším problémem řádových sester byl mor, který do města poutníci zavlekli. Nemoci podlehla velká část obyvatelstva, několik sester a nakonec 31. prosince 1626 i samotná Radermecherová. Její ostatky byly uloženy v kryptě klášterního kostela Matky Alžběty v Cáchách.

## Odkaz
V 50. letech 20. století probíhalo řízení o její beatifikaci. Nebylo však úspěšné.
Řád Alžbětinek, který Radermecherová založila, se rychle rozšířil. Jeho sestry působí jako ošetřovatelky a dětské pečovatelky v mnoha zemích, včetně misijních stanic v Africe. 